# Маурицијус на Светском првенству у атлетици на отвореном 2017.
Маурицијус је учествовао на Светском првенству у атлетици на отвореном 2017. одржаном у Лондону од 4. до 13. августа шеснаести пут, односно учествовао је на свим првенствима до данас. Репрезентацију Маурицијуса представљао је један атлетичар који се такмичио у маратону.,
На овом првенству представник Маурицијуса није освојио ниједну медаљу нити је остварио неки резултат.

## Учесници
Мушкарци :
- Дејвид Карвер — Маратон

## Резултати

### Мушкарци
| Атлетичар     | Дисциплина | Лични рекорд | Квалификације | Квалификације | Финале      | Финале        | Детаљи |
| Атлетичар     | Дисциплина | Лични рекорд | Резултат      | Место         | Резултат    | Место         | Детаљи |
| ------------- | ---------- | ------------ | ------------- | ------------- | ----------- | ------------- | ------ |
| Дејвид Карвер | Маратон    | 2:18:20 НР   |               |               | 2:25:45 ЛРС | 61 / 70 (100) |        |